# Grumman F7F Tigercat
Le Grumman F7F Tigercat fut le premier avion de chasse bimoteur à entrer en service dans l'US Navy. Ayant été conçu pour les nouveaux porte-avions de classe Midway, le Tigercat est trop large pour être opérationnel sur les porte-avions de classe antérieure. Bien que des unités de combat du Corps des Marines des États-Unis (United States Marine Corps) aient reçu le Tigercat avant la fin de la Seconde Guerre mondiale, le Grumman F7F Tigercat n'a jamais participé à des missions de combat durant cette guerre. La plupart des Grumman F7F ont fini basés au sol comme avion d'attaque ou chasseur de nuit. La version F7F-4N fut la seule à être certifiée pour le service aéronaval. Les Grumman F7F Tigercat ont servi durant la Guerre de Corée et ont été retirés du service en 1954.

## Conception

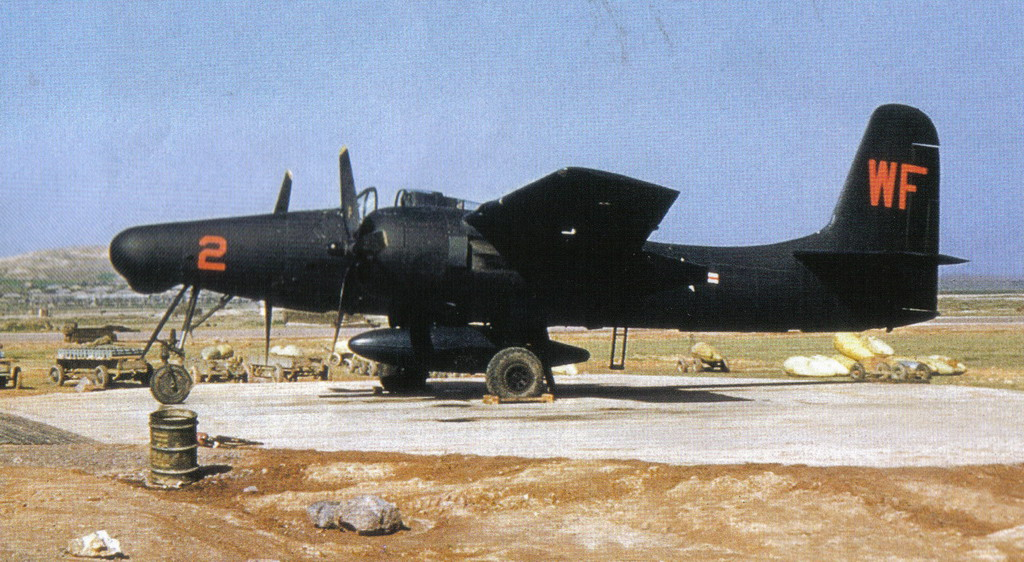
Un F7F-3N du VMF(N)-513 à Wonsan, Corée, en 1952.

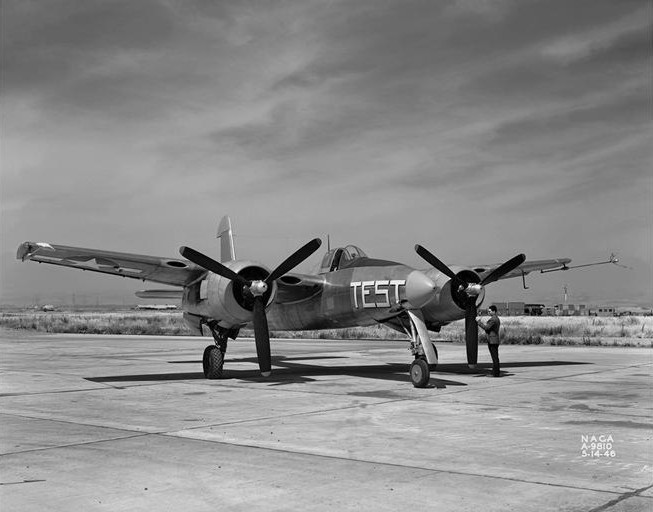
Le deuxième XF7F-1 en 1946.

Basé sur le Grumman XP-50 qui fut cependant annulé, Grumman continua de développer le XP-65 (modèle 51) pour un futur concept de « chasseur de convoi ». En 1943, le travail est terminé sur le XP-65 qui deviendra le futur F7F. Le contrat pour le prototype XF7F-1 est signé le 30 juin 1941. Le but de Grumman était de produire un chasseur qui surpasserait en matière de performances et d'armement tous les autres chasseurs existants et qui aurait une capacité d'attaque au sol. L'avion était doté d'un armement lourd : quatre canons de 20 mm, quatre mitrailleuses de calibre 12,7 mm et des attaches sous les ailes et le fuselage pour des bombes et des torpilles. Le F7F Tigercat était l'un des avions avec une motorisation à piston qui obtenait les meilleures performances mécaniques. Sa vitesse maximale était supérieure de 114 km/h au F6F Hellcat au niveau de la mer. Le capitaine Fred M. Trapnell, un des premiers pilotes d'essai de la marine américaine (US Navy), a dit: « It's the best damn fighter I've ever flown (C'est le meilleur satané chasseur que je n’ai jamais piloté). » Le Grumman F7F était originellement nommé Tomcat, mais ce nom fut rejeté parce qu'il fut considéré comme trop suggestif à l'époque. Le nom Tomcat fut attribué bien plus tard au Grumman F-14.
L'armement lourd et la mécanique du Grumman F7F ont pour conséquence un poids élevé et une grande vitesse d'atterrissage, mais ce qui a causé la non-certification des premières versions fut la mauvaise stabilité lorsque l'avion volait sur un seul moteur et des problèmes au niveau du design de la crosse d'appontage. Les avions des premières séries de production furent donc utilisés à partir de bases au sol par les Marines comme chasseur de nuit avec le radar APS-6. Au début l'avion (F7F-1N) était monoplace, mais après le 34e appareil, un second siège fut ajouté pour un opérateur radar, cette version fut dénommée F7F-2N.
La version F7F-3 avait été modifiée pour corriger les problèmes qui ont causé le refus de la certification pour le service aéronaval. Cette version fut à nouveau testée sur le USS Shangri-La (CV-38). Un problème d'aile lors d'un appontage entraîna une nouvelle fois l'échec de la qualification de l'avion. Le F7F-3 fut produit en version chasseur de jour, chasseur de nuit et avion de reconnaissance.
Le F7F-4N, la dernière version, fut reconstruit en grande partie pour lui améliorer la résistance et la stabilité. Il a reçu sa qualification aéronavale, mais seulement 12 exemplaires ont été construits.

## Utilisation
L'escadron de chasseur de nuit VMF(N)-513 du Corps des Marines des États-Unis utilisa des F7F-3N Tigercat durant les premiers temps de la Guerre de Corée. Ils ont effectué des missions d'interception durant des vols de nuit et des missions de chasse. Ils ont abattu deux biplans Polikarpov Po-2. Ce fut le seul combat de ces avions.
La plupart des F7F-2N ont été modifiés pour contrôler des drones pour l'entraînement au combat. Cette modification se traduit par l'ajout d'une verrière bulle sur le cockpit pour le contrôleur de drone.
En 1945, deux Tigercats, numéro de série TT346 et TT349, ont été évalués, mais rejetés par la Royal Navy qui a opté pour la version navale du De Havilland Hornet.

## Versions
- XP-65 : Proposé comme chasseur à l'armée de l'air des États-Unis (USAF).
- XF7F-1 : Prototype, 2 construits.
- F7F-1 Tigercat : Chasseur-bombardier bimoteur, propulsé par deux Pratt & Whitney R-2800-22W. Première version de production, 34 construits.
- F7F-1N Tigercat : Chasseur de nuit monoplace avec un radar APS-6.
- XF7F-2N : Prototype de chasseur de nuit, un seul construit.
- F7F-2N Tigercat : Chasseur de nuit biplace, 65 construit.
- F7F-2D : F7F-2N converti en avion de contrôle de drone.
- F7F-3 Tigercat : Chasseur-bombardier bimoteur, propulsé par deux Pratt & Whitney R-2800-34W, 189 construits
- F7F-3N Tigercat : Chasseur de nuit biplace, 60 construits.
- F7F-3E Tigercat : F7F-3 converti en avion de guerre électronique.
- F7F-3P Tigercat : F7F-3 converti en avion de reconnaissance.

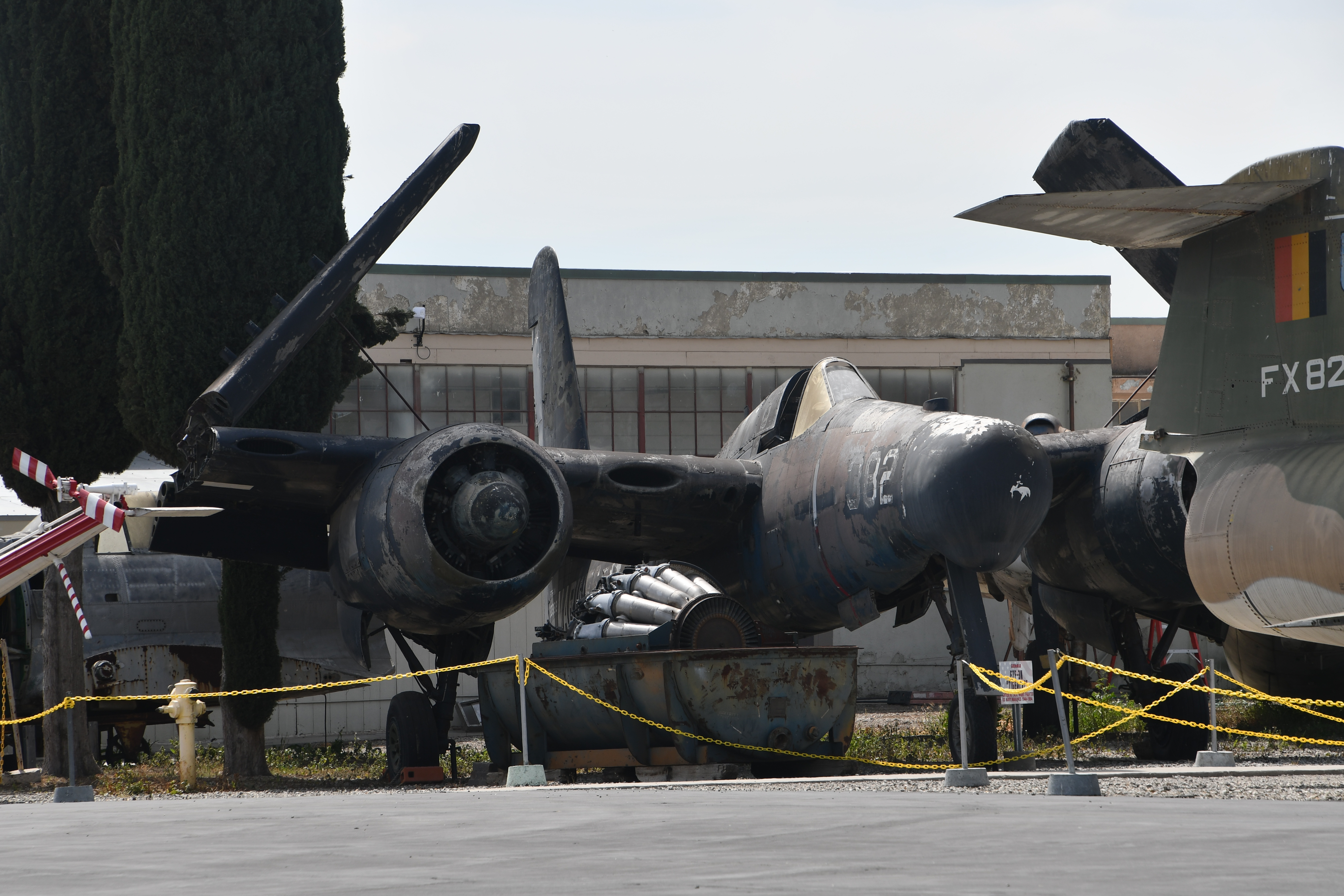
Malheureux F7F 3N - Planes of Fame Museum - Chino, Californie

- Malheureux  F7F 3N - Planes of Fame Museum - Chino, CalifornieF7F-4N Tigercat : Chasseur de nuit biplace, certifié pour l'aéronavale, 13 construits.

## Opérateur
États-Unis
- Corps des Marines des États-Unis
- US Navy

## Appareils préservés

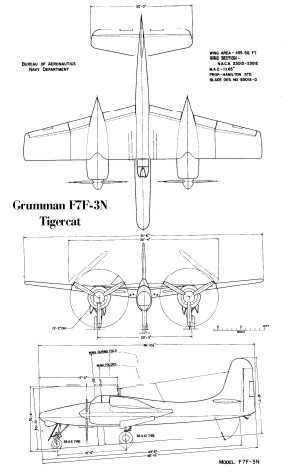
Dessin d'un F7F-3N.

À partir de 1949, les F7F ont été convoyés à l'installation de stockage des États-Unis de la Marine à la Naval Air Station Litchfield Park en Arizona. Bien que la grande majorité des cellules ont été finalement mises au rebut, un certain nombre d'exemplaires ont été achetés à titre de surplus. 
Les survivants ont été principalement utilisés comme bombardiers d'eau pour lutter contre les incendies de forêt dans les années 1960 et 1970, et Sis-Q Flying Services de Santa Rosa en Californie a utilisé un F7F-3N dans ce rôle jusqu'à sa retraite à la fin des années 1980. 
En état de vol:
- F7F-3 Tigercat, BuNo. 80390 acheté par le Kalamazoo Aviation History Museum de Kalamazoo, Michigan[14].
- F7F-3 Tigercat, BuNo. 80412 acheté par le Palm Springs Air Museum de Palm Springs, Californie[15].
- F7F-3P Tigercat, BuNo. 80425 acheté par The Fighter Collection de Duxford, Royaume-Uni[16].
- F7F-3P Tigercat, BuNo. 80483 acheté par Richard Bertea de Chino, Californie[17].
- F7F-3N Tigercat, BuNo. 80503 acheté par Monique Ltd de Carson, Nevada[18].
- F7F-3N Tigercat, BuNo. 80532 acheté par Gary H. Flanders & Mike Bogue de Oakland, Californie[19].

En exposition:
- F7F-3 Tigercat, BuNo. 80373 en exposition au National Museum of Naval Aviation de NAS Pensacola, Floride[20].
- F7F-3N Tigercat, BuNo. 80382 en exposition au Planes of Fame Museum de Chino, Californie[21].
- F7F-3 Tigercat, BuNo. 80410 en exposition au Pima Air & Space Museum de Tucson, Arizona[22].